# National Film Award/Beste Regie
Die Gewinner des National Film Award der Kategorie Beste Regie (Best Direction) waren:
| Jahr | Regisseur                   | Film                  | Sprache              |
| ---- | --------------------------- | --------------------- | -------------------- |
| 1967 | Satyajit Ray                | Chiriakhana           | Bengalisch           |
| 1968 | Satyajit Ray                | Goopy Gyne Bagha Byne | Bengalisch           |
| 1969 | Mrinal Sen                  | Bhuvan Shome          | Hindi                |
| 1970 | Satyajit Ray                | Pratidwandi           | Bengalisch           |
| 1971 | Girish Karnad B. V. Karanth | Vamsa Vriksha         | Kannada              |
| 1972 | Adoor Gopalakrishnan        | Swayamvaram           | Malayalam            |
| 1973 | Mani Kaul                   | Duvidha               | Hindi                |
| 1974 | Satyajit Ray                | Sonar Kella           | Bengalisch           |
| 1975 | Satyajit Ray                | Jana Aranya           | Bengalisch           |
| 1976 | P. Lankesh                  | Pallavi               | Kannada              |
| 1977 | G. Aravindan                | Kanchana Seetha       | Malayalam            |
| 1978 | G. Aravindan                | Thampu                | Malayalam            |
| 1979 | Mrinal Sen                  | Ek Din Pratidin       | Bengalisch           |
| 1980 | Mrinal Sen                  | Akaler Sandhane       | Bengalisch           |
| 1981 | Aparna Sen                  | 36 Chowringhee Lane   | Englisch             |
| 1982 | Utpalendu Chakraborty       | Chokh                 | Bengalisch           |
| 1983 | Mrinal Sen                  | Khandhar              | Hindi                |
| 1984 | Adoor Gopalakrishnan        | Mukhamukham           | Malayalam            |
| 1985 | Shyam Benegal               | Trikal                | Hindi                |
| 1986 | G. Aravindan                | Oridathu              | Malayalam            |
| 1987 | Adoor Gopalakrishnan        | Anantharam            | Malayalam            |
| 1988 | Shaji N. Karun              | Piravi                | Malayalam            |
| 1989 | Adoor Gopalakrishnan        | Mathilukal            | Malayalam            |
| 1990 | Tapan Sinha                 | Ek Doctor Ki Maut     | Hindi                |
| 1991 | Satyajit Ray                | Agantuk               | Bengalisch           |
| 1992 | Gautam Ghose                | Padma Nadir Majhi     | Bengalisch           |
| 1993 | T. V. Chandran              | Ponthan Mada          | Malayalam            |
| 1994 | Jahnu Barua                 | Hkhagoroloi Bahu Door | Assamesisch          |
| 1995 | Saeed Akhtar Mirza          | Naseem                | Hindi                |
| 1996 | Agaththian                  | Kaathal Kottai        | Tamilisch            |
| 1997 | Jayaraaj                    | Kaliyattam            | Malayalam            |
| 1998 | Rajeevnath                  | Janani                | Malayalam            |
| 1999 | Buddhadeb Dasgupta          | Uttara                | Bengalisch           |
| 2000 | Rituparno Ghosh             | Utsab                 | Bengalisch           |
| 2001 | B. Lenin                    | Ooruku Nooruper       | Tamilisch            |
| 2002 | Aparna Sen                  | Mr. and Mrs. Iyer     | Englisch / Tamilisch |
| 2003 | Gautam Ghose                | Abar Aranye           | Bengalisch           |
| 2004 | Buddhadeb Dasgupta          | Swapner Din           | Bengalisch           |
| 2005 | Rahul Dholakia              | Parzania              | Englisch             |
| 2006 | Madhur Bhandarkar           | Traffic Signal        | Hindi                |
| 2007 | Adoor Gopalakrishnan        | Naalu Pennungal       | Malayalam            |
| 2008 | Bala                        | Naan Kadauul          | Tamilisch            |

Derzeit erhält der Gewinner einen Swarna Kamal und ein Preisgeld von 250.000 Rupien.